# Decebal Ilina
Decebal Ilina (n. 1948) este un general de armată, care a îndeplinit funcția de șef al Departamentului de Informații a Armatei (1991-1992 și 1993-1997).

## Biografie
Decebal Ilina s-a născut în anul 1948. El a lucrat ca ofițer la Direcția de Informații Militare (DIM) din Statul Major General începând din anul 1980, având experiență în contrainformații și logistică militară. În perioada revoluției din decembrie 1989, era maior în cadrul Armatei a II-a, dislocată la Buzău.
"Este o onoare să fi făcut parte dintr-o asemenea structură. Cu atât mai mult cu cât structura asta din care am făcut eu parte și înainte de 1990 a făcut același lucru: a cules informații pentru a menține România în afara conflictelor", a declarat el într-un interviu din anul 2004 .
După revoluție, generalul Decebal Ilina a îndeplinit funcțiile de șef al Direcției de Informații Militare (1991-1992 și 1993-1997), precum și de șef al Direcției Contraspionaj Militar (1992-1993). În această perioadă el a fost înaintat la gradul de general-maior (cu 2 stele) la 28 noiembrie 1994 . După cum declară el, Direcția de Informații Militare "se ocupă de tot ceea ce înseamnă informații la granițele României, care ar avea vreo legătura directă sau indirectă cu securitatea țării. (...) Am plecat în 1997, după ce am încheiat un mandat, dar și pentru a elimina acuzațiile de amestec politic de tipul acelora că aș fi omul PDSR."  .
Între anii 1997-2000, el a îndeplinit funcția de subsecretar de stat, șef al Departamentului Înzestrare și Servicii în cadrul MApN (1998-2000). În această perioadă, el a fost înaintat la gradul de generalul de corp de armată (cu 3 stele) începând cu 1 decembrie 1999  și apoi la gradul de general de armată (cu 4 stele) începând cu data de 1 decembrie 2000.
Generalul Decebal Ilina a fost trecut în rezervă la cerere începând cu data de 1 ianuarie 2001.
Între anii 2001-2005, generalul (r) Decebal Ilina a îndeplinit funcția de secretar de stat pentru Industria de Apărare în Ministerul Industriei și Resurselor.
În prezent, el este om de afaceri, fiind acționar la firmele de consultanță militară Cube Consulting SRL și Total Consulting & Trading Grup SA. Aceste firme au participat la licitația de desemnare a consultantului pentru securizarea granițelor României de la Marea Neagră.

## Decorații
Generalul Decebal Ilina a fost decorat cu următoarele ordine:
- Ordinul Național "Serviciul Credincios" în grad de Mare Cruce (2000)